# 란다 레이
란다 레이(2005년 10월 28일 ~ )는 미국의 가수다. 2024년 디지털 싱글 [Stay]로 데뷔했다.

## 방송
- 타임터너 (2024) - Top20[2]

## 음반
- Stay (2024)